# Джансуев, Алим Султанович
Алим Султанович Джансуев (род. 27 апреля 1964 год) — советский и российский футболист, передний центральный защитник. Мастер спорта.
Воспитанник нальчикской ДЮСШ «Спартак». Учился в футбольном классе школы № 19, был комсоргом. С 1983 по 1994 год играл за команду «Спартак» (Нальчик), проведя 300 матчей в первенствах (во второй и первой лигах) и 9 матчей в кубках страны, забил 11 мячей, был одним из ведущих защитников команды.. В 1995—1998 годах играл за команды «Спартак-2» (Нальчик) / Нарт (Нарткала) и «Кавказкабель» (Прохладный) во второй и третьей лигах.
В 2010 году — тренер-селекционер лазаревского футбольного клуба «Авангард». По состоянию на 2018 год — владелец частной гостиницы в Сочи, на 2019 и 2022 год — детский тренер в футбольной школе «Сочи» (МБУДО ДЮСШ № 6).